# بونویل (فیلم)
بونویل (به انگلیسی: Bonneville) فیلمی محصول سال ۲۰۰۸ و به کارگردانی کریستوفر. ان رولی است. در این فیلم بازیگرانی همچون جسیکا لنگ، کتی بیتس، جوآن آلن، تام اسکریت، کریستین برنسکی، ویکتور راسوک، تام آماندس و تام ووپت ایفای نقش کرده‌اند.